# Troy (Kansas)
Troy és una població dels Estats Units a l'estat de Kansas. Segons el cens del 2000 tenia 1.054 habitants.

## Demografia
Segons el cens del 2000, Troy tenia 1.054 habitants, 439 habitatges, i 295 famílies. La densitat de població era de 565,2 habitants/km².
Dels 439 habitatges en un 31,4% hi vivien nens de menys de 18 anys, en un 54% hi vivien parelles casades, en un 8,9% dones solteres, i en un 32,6% no eren unitats familiars. En el 30,3% dels habitatges hi vivien persones soles el 18,7% de les quals corresponia a persones de 65 anys o més que vivien soles. El nombre mitjà de persones vivint en cada habitatge era de 2,38 i el nombre mitjà de persones que vivien en cada família era de 2,96.
Per edats la població es repartia de la següent manera: un 26,2% tenia menys de 18 anys, un 7,4% entre 18 i 24, un 26,7% entre 25 i 44, un 20,3% de 45 a 60 i un 19,4% 65 anys o més.
L'edat mediana era de 38 anys. Per cada 100 dones de 18 o més anys hi havia 93,5 homes.
La renda mediana per habitatge era de 31.786 $ i la renda mediana per família de 37.039 $. Els homes tenien una renda mediana de 28.229 $ mentre que les dones 19.706 $. La renda per capita de la població era de 15.138 $. Entorn del 13,4% de les famílies i el 12,2% de la població estaven per davall del llindar de pobresa.

## Poblacions més properes
El següent diagrama mostra les poblacions més properes.